# Lambretta (musikalbum)
Lambretta är det andra studioalbumet av den svenska rockgruppen Lambretta, utgivet den 1 november 2001 på Universal Music Group. Albumet producerades av Per Aldeheim, Jonas von der Burg, Anders Eliasson, Alexander Kronlund och Harry Sommerdahl. Det låg på albumlistorna i sex länder i Europa och sålde guld i Sverige. Första singeln "Bimbo" gick in på topp 5 i Sverige och Norge. Den andra singeln "Creep" nådde också vissa framgångar, bland annat en 10:e plats i Sverige. Båda dessa singlar skrevs i samarbete med Max Martin. Man släppte därefter den sista singeln "Perfect Tonight", som dock inte listnoterades.
Rapparen ADL (Adam Baptiste) gästar låten "I Know".

## Låtlista
| Nr  | Titel             | Kompositör                                        | Producent(er)            | Längd |
| --- | ----------------- | ------------------------------------------------- | ------------------------ | ----- |
| 1.  | Wake Up Girl      | Per Aldeheim, Alexander Kronlund, Nicolle Chirino | Aldeheim, Kronlund       | 3:50  |
| 2.  | Bimbo             | Aldeheim, Kronlund, Max Martin                    | Aldeheim, Kronlund       | 3:33  |
| 3.  | I Know (med ADL)  | Anders Eliasson, Adam Baptiste                    | Eliasson                 | 2:54  |
| 4.  | Perfect Tonight   | Aldeheim, Kronlund                                | Aldeheim, Kronlund       | 4:00  |
| 5.  | Creep             | Aldeheim, Kronlund, Martin                        | Aldeheim, Kronlund       | 3:50  |
| 6.  | Piece of My Heart | Jonas von der Burg, Harry Sommerdahl, Eliasson    | von der Burg, Sommerdahl | 3:08  |
| 7.  | Cry in My Arms    | Linda Sundblad, Henrik Edenhed                    | Eliasson                 | 5:14  |
| 8.  | Sorrow            | Tomas Persic, Petter Lantz                        | Eliasson                 | 3:36  |
| 9.  | Love to Hate You  | Eliasson                                          | von der Burg, Sommerdahl | 4:18  |
| 10. | Have a Nice Day   | Eliasson                                          | Eliasson                 | 3:07  |
| 11. | You Will Never    | Sundblad, Tony Malm, Anoo Bhagavan                | von der Burg, Sommerdahl | 2:57  |
| 12. | Give Me Love      | Sundblad, David Munday, Rohan Heath               | Henrik Edenhed           | 3:56  |

## Medverkande
Lambretta
- Anders Eliasson – gitarr, keyboard
- Petter Lantz – bas
- Tomas Persic – trummor
- Linda Sundblad – sång

Övriga
- Björn Engelmann – mastering
- Classe Persson – trummor på "You Will Never"
- DJ Vietnam – scratching på "Bimbo"
- Niclas von der Burg – gitarr på "You Will Never"

## Listplaceringar
| Lista (2001–02)                     | Högsta placering |
| ----------------------------------- | ---------------- |
| Finland (Finlands officiella lista) | 16               |
| Norge (VG-lista)                    | 17               |
| Schweiz (Swiss Music Charts)        | 55               |
| Sverige (Sverigetopplistan)         | 14               |
| Tyskland (Media Control Charts)     | 26               |
| Österrike (Ö3 Austria Top 40)       | 18               |

## Certifikat
| Land    | Certifikat |
| ------- | ---------- |
| Sverige | Guld       |